# Possessore di Tarantasia
Possessore (VIII secolo – 800 circa) è stato un vescovo e arcivescovo della fine dell'VIII secolo.
Sebbene sia storicamente riconosciuto come occupante della sede di Tarantasia (e anche come suo primo arcivescovo), nessuna fonte dell'epoca lo qualifica espressamente come tale. Indicato a volte come santo (sebbene non da Besson), non esistono tuttavia fonti a sostegno di questa definizione.

## Biografia
È probabile che Possessore fosse un prelato molto vicino a Carlo Magno, e questo, secondo lo storico locale Jean-Paul Bergeri, implica che fosse una figura di un certo potere all'epoca. Infatti, come menzionato nel dodicesimo volume dell'enciclopedia Gallia christiana, nel 775 Carlo lo inviò presso papa Adriano I per assisterlo nella disputa contro l'arcivescovo Leone I di Ravenna; un ruolo delicato che difficilmente gli sarebbe stato affidato se non fosse stato un personaggio di rilievo. Sembra che questo ruolo gli valse una certa diffidenza da parte del pontefice.
Nel 794 prese parte al Concilio di Francoforte, al termine del quale i padri conciliari lo inviarono a Roma per farsi confermare dal papa la dignità di metropolita che già loro gli avevano riconosciuto. Papa Leone III avrebbe quindi elevato ufficialmente la diocesi di Tarantasia, fino ad allora suffraganea di Vienne, a sede metropolitana, in un periodo compreso tra il 795 e l'810, e Darantasia, l'attuale Moûtiers, divenne così il centro di una nuova provincia ecclesiastica, con le diocesi di San Giovanni di Moriana, Aosta e Sion come suffraganee.